# Napaea umbratica
Napaea umbratica är en fjärilsart som beskrevs av Jose Francisco Zikán 1952. Napaea umbratica ingår i släktet Napaea och familjen Riodinidae. Inga underarter finns listade i Catalogue of Life.